# Майер, Александр Леонтьевич
Алекса́ндр Лео́нтьевич Ма́йер (1792—1864) — историк, археолог, краевед.
Служил в военном ведомстве, членом комиссии для учебных пособий; работал по составлению руководства к русской грамматике вместе с А. Х. Востоковым, Г. П. Павским и Н. И. Гречем. Главным предметом его исследований была топография Петербурга, по которой он составил атлас «Исторические планы столичного города Санкт-Петербурга с 1714 по 1839 г.», с ключом к ним: «Объяснения к историческим планам и т. д.» (СПб., 1843). Статья Майера «О старом Зимнем дворце и палате, в коей скончался Пётр Великий» напечатана в «Вестнике Европы» (1872, № 5).

## Биография
10 апреля 1792 года в семье дворянина Леонтия Леонтьевича Майера родился первенец. Л. Л. Майер был секретарем Виктора Амадея Ангальт-Бернбургского, принца Шаумбургского, представителя владетельного германского рода, родственника Екатерины II (Ангальт-Цербстской)
Не лишним будет вспомнить, что именно принц Ангальт−Бернбургский, командуя русскими войсками в Финляндии, при осаде Пардакоски (1790 г.), будучи смертельно ранен, и отходя в лучший мир, передал шпагу Михаилу Богдановичу Барклаю де Толли, состоявшему при Ангальте адъютантом. Впоследствии великий полководец сыграл решающую роль в судьбе Александра Леонтьевича. Дядюшка М. Б. Барклая де Толли, бригадир фон Фермелен, был хорошо знаком с отцом Александра Леонтьевича («бригадирша Фермелен была родною сестрою матери Барклая де Толли, урождённой Смиттен»). Матерью А. Л. Майера была петербургская клавиристка и композитор Катерина Скиатти, женщина одаренная необыкновенным музыкальным талантом, что проявилось впоследствии и в детях её. В 1797—1813 гг. К. Майер−Скиатти преподавала в Смольном институте. Её авторства: Три квартета для двух скрипок, альта и баса, Фантазия для пианофорте, Соната для пианофорте, Дуэт из оперы «Ла Молинара» («Мельничиха» Дж. Паизиелло), «Nel cor piu non mi sento» для пианофорте, Романс из оперы «Нина» (Н. В. Делейрака ?) с вариациями, дуэт для пианофорте и скрипки и, конечно, «Три сонаты для клавесина или пианофорте, сочинённые и посвящённые П. А. Зубову Катериной Майер-Скиатти».
- 1806 — 15 июня Александр Леонтьевич поступил на службу в Государственную коллегию иностранных дел актуариусом.
- 1809 — опубликовал руководство к познанию римского права по систематическому порядку Юстиниановых уставов[7].
- 1810 — 20 февраля назначен в секретную экспедицию коллегии для разных поручений с прикомандировании к Военному министерству для особых поручений.
- 1811 — 31 мая назначен переводчиком[2].

«В 1812 году, сопутствуя главнокомандующему 1-й Западной Армии, в качестве экспедитора его особой канцелярии и дипломатического чиновника, он находился при М. Б. Барклае де Толли во всех того времени походах, был при нём в сражениях под Витебском и Смоленском, являлся очевидцем трехдневного московского пожара». "Состоя при нём безотлучно и ежедневно обедая с ним во время похода, Майер часто имел случай быть свидетелем тех неприятностей, которые тяжело огорчали Барклая и которые имели последствием удаление его от армии. Несмотря на молодость свою Майер находился постоянно в самых дружеских отношениях с Барклаем. Эти отношения сохранились до самой его смерти. Майер из глубокого уважения к памяти Барклая неохотно говорил об этом времени, так как сам покойный фельдмаршал не любил вспоминать о нём. Поскольку сведения о Барклае сообщённые Майером весьма небогаты, но те, которые дошли до нас, ввиду самых близких отношений, существовавших между этими двумя лицами, не лишены интереса. Об этом говорят и два сохранившихся письма Барклая к Майеру, находящиеся в Пушкинском доме. Известно также, что фельдмаршал М. Б. Барклай де Толли, после своего отстранения от командования, явившегося следствием интриг царедворцев, и непонимания, приехав в С.-Петербург по вызову Императора, остановился в квартире А. Л. Майера.
- 1812 — 22 сентября А. Л. Майер стал кавалером ордена св. Владимира 4-й степени.
- 1816 — 9 марта он переведён в канцелярию военного министра.
- 1817 — 1 июня назначен правителем канцелярии, учреждённого тогда комитета по финляндским укреплениям, где и находился по день упразднения его, то есть по 19 июля 1818 года.
- 1819 — 17 апреля назначен правителем канцелярии в комиссию для учебных пособий[2].

А. Н. Струговщиков в статье, посвященной памяти А. Л. Майера пишет: "И здесь, где деятель обыкновенный ограничивается только обрядным исполнением, Александр Леонтьевич совершил много полезных работ. Труды его по составлению руководства к русской грамматике, с покойным А. Х. Востоковым и Г. П. Павским, а также и Н. И. Гречем, всего лучше могут быть оценены последним, и мы с удовольствием помещаем здесь несколько его строк: «С необыкновенным усердием и любовью к делу соединял он редкие знания в основаниях филологии вообще и в приложении начал её к отдельным языкам; Быстро и удачно решал он многие спорные вопросы и заставлял других принимать его замечания, как по их дельности и грамотности, так и по благородной скромности, с какою он умел предлагать их, щадя мнение и самолюбие своих товарищей, Вообще, в течение моей продолжительной жизни, не находил я человека, которого мог бы предпочесть этому примерному и истинно благородному деятелю в службе и науке». Нужно вспомнить ещё одного ученого, с которым сотрудничал А. Л. Майер — Иван Мартынович Борн, который был одним из основных инициаторов составления упомянутого руководства. В 1822 году А. Л. Майер был назначен начальником архива Инженерного департамента.
В период с 1821 по 1836 гг. А. Л. Майером были выполнены следующие работы:
- «Проект учреждения Императорской библиотеки для Российской армии» (1821)
- «О составлении топографического описания Российской империи» (1821)
- «История образования регулярных войск в России» (1836)
- «Опыт предположений о системе государственной обороны» (1836)
- «Проект о застройке городов России».
- 1834 — 24 февраля «по воле Его Высочества генерал—инспектора инженерной части Военного министерства А. Л. Майеру было поручено собрать исторические сведения с приложением чертежей о Зимнем дворце и комнате, в коей скончался Император Пётр Великий». Рукопись этого труда, хранится в Пушкинском Доме, она была опубликована уже после смерти А. Л. в 1866 году в «Вестнике Европы»[2][5][10][11][12].

Одновременно с названными работами продолжалась деятельность А. Л. Майера связанная с формированием атласов. Ему было объявлено «Высочайшее благоволение и пожалован бриллиантовый перстень с вензелевым его Величества именем за труды по составлению первого атласа 9 декабря 1834 года. За труды по составлению II и III атласов пожалована бриллиантовая табакерка с вензелевым именем Его Императорского Величества 13 февраля 1836 года». С 5 июня 1836 года А. Л. Майеру «Высочайше повелено осмотреть Московские архивы для представления, соображения, какие нужны будут пособия для собрания и приведения в систематический порядок материалов для истории образования военных сил в России во время Императора Петра Великого или с предшествовавших царствований». 17 февраля 1843 года А. Л. Майеру «объявлено Монаршее благоволение за работу по составлению систематического описания крепостей и укреплений».
Александр Леонтьевич Майер был «обласкан властями», за свою многополезную службу он награждён несколькими орденами (Св. Владимира 3-х степеней, тремя орденами Св. Анны, Св. Станислава 1-й и 2-й степеней), медалями, пожалован четырьмя бриллиантовыми перстнями и другими ценными подарками. Закончил он свою карьеру в чине Тайного Советника.
Что касается семьи А. Л., отметим, что он прожил сорок три года с Юлией Петровной (урожденную фон Левиз оф Менар), нежно её любя. Другой спутницей жизни и другом была сестра, Александрина Леонтьевна Майер.
В заключение рассказа об Александре Леонтьевиче приведем ещё несколько строк из воспоминаний А. Н. Струговщикова: «То, что А. Л. наследовал от родителей, в их строгих нравах вещественном их достоянии, — начиная со старинного дома, с его тенистым вековым садом, и оканчивая последним скарбом, — то и оставалось при нём без примеси новых затей … совершенное отсутствие … роскоши и вертопрашества … А. Л. не был забыт от природы и благом утешений. Таково молодое племя воспитанных им племянников, заменявших ему собственных детей. Таков был и наследственный музыкальный талант его, которым одарена и его сестра: по вечерам, живые звуки их музыкальных импровизаций смягчали все черствое его сухого труда, — труда, которым он уплачивал долг за лучшие дни своей жизни. И этот долг был, конечно, уплачен тем, памяти которого мы посвящаем эти немногие строки, как дань чувства искреннего, как слабый отголосок его будущего, более достойного биографа». Умер Александр Леонтьевич Майер, после продолжительной и тяжелой болезни, 22 июля (4 августа) 1864 года в Карлсбаде.

## Атласы предположений о застроении Санкт—Петербурга. 1703—1839
Самой важной работой Александра Леонтьевича Майера были, конечно, «Атласы исторического описания предположений о застроении С.-Петербурга», для должного освещения которой потребуется отдельное издание.
Чтобы лучше понять природу особого внимания к настоящему вопросу Николая I, следует вспомнить, что в период с 1821 по 1826 год Александр Леонтьевич Майер собирал, по заданию его, тогда ещё великого князя, старинные «планы его дома, то есть Аничкова Дворца». С вступлением императора на престол, интерес его к теме исследования возрос и расширился до масштабов всей столицы. В начале тридцатых годов позапрошлого века, по Высочайшему повелению, небольшая группа исследователей в военно-топографическом депо, под началом ДСС А. Л. Майера, стала готовить информацию для издания «Атласов исторического описания предположений о застроении С.-Петербурга», сведения о планах и проектах от основания его вплоть до самых последних по тому времени.
Прежде всего нужно сказать, что для получения информации А. Л. Майеру и его сотрудникам доступными были все архивы двух столиц, от внимания исследователей, как отмечает академик Арист Аристович Куник, могли уйти лишь отдельные документы, хранящиеся в архиве Академии наук. В период с 1833 по 1838 год просмотрено огромное количество планов и карт ( П. Н. Столпянский указал число близкое к 3-м тысячам). Почти все, известные к тому времени планы были перечерчены и вместе с объяснительными текстами собраны в семи атласах. Данные, полученные при современной разработке темы, говорят о том, что было использовано следующее число чертежей для атласов:
- 1-го — 68
- 2-го — 374
- 3-го — 327
- 4-го — 210
- 5-го — 162
- 6-го — 510
- 7-го — 438

Всего же было скопировано и подготовлено к публикации приблизительно 2800 различных картографических документов. Однако весь этот ценный материал не был издан (!), он имеется только в рукописном виде, в единственном экземпляре и потому малодоступен. То что возникают непреодолимые сложности в сопоставлении документов отмечал ещё академик А. А. Куник, который по заданию министра просвещения, директора Императорской публичной библиотеки графа И. Д. Делянова, занимался приобретением части архива покойного А. Л. Майера у его сестры Александрины Леонтьевны Майер по её просьбе (в 1866 году); далее рассмотрены результаты работы А. А. Куника и фрагменты отчёт его, представленного гр. И. Д. Делянову.
Ниже приводится краткое изложение (без учёта материалов, относящихся к атласам и труда «О старом Зимнем Дворце»):
"Рукописи покойного ТС А. Л. Майера,
- Таблица всех Российских городов с показанием в них числа домов (каменных и деревянных), церквей, монастырей, учебных и Богоугодных заведений, заводов и фабрик, лавок, бань, садов, числа жителей муж. и ж. пола и купцов.
- Реестр делам в Московских Архивах.
- Хронологический свод описей Московских Архивов: I; 1462 = 1599. II; 1600 = 1699. III; 1700 = 1749. IV; 1750 = 1836.
- Выписка из Свода законов Императорской Библиотеки и других хранилищ о трактатах, торговле, приказах и делах иностранцев.
- Биографический словарь законодателей и юриспрудентов.
- Опыт-предположение о системе государственной обороны, 1836.
- Проект учреждения Главной Императорской Библиотеки для Российских Армий, 1821.
- О составлении топографического описания Российской Империи, 1821.

Кроме перечисленных бумаг в описании представлен ряд документов на французском и немецком языках, часть которых представляет собой анализ социальных отношений в России.
Арист Аристович Куник, рассмотрел весь архив и, в частности, бумаги, которые имеют отношение к атласам, представляющие собой:
- 1). картографические документы, преимущественно первоначальные работы и чертежи Майера, послужившие основанием при составлении напечатанных в 1843 году «Исторических планов столичного города С.-Петербурга». Этих чертежей нет в фолиантах архива Военно-топографического депо (ныне же в Музее истории города);
- 2). Четыре тетради описания картографических документов (оригиналы 1-го и 2-го атласов, а также два приложения, содержащие два «Оглавления оригинальных чертежей» ко всем семи атласам).

Вероятно, от внимания А. А. Куника ушли некоторые детали названных оглавлений, потому что в своем письме И. Д. Делянову он указывает, что последних два фолианта содержат лишь сведения, имеющие отношение к первому и четвёртому атласам, а не к семи, как показывает его исследование. Как бы то ни было, А. А. Куник пришел к выводу, что для полноценного сопоставления наличествующих в разных хранилищах документов нужно иметь возможность держать их рядом.
Вот что сказано в письме:
«Текст, заключающийся в этих четырёх тетрадях, во многих отношениях любопытен для историко-статистического описания Петербурга, но нельзя не заметить что он почти буквально, за исключением очень немногих статей, встречается также в фолиантах Топографического Депо. Если же я там не нашел всех статей, то это вероятно объясняется случайными обстоятельствами, то есть упомянутые статьи вошли в состав Глав подобного содержания, или были переделаны покойным Майером при окончательной редакции своего собрания, или же как мне объявлено, в Архиве Военно-Топографического Депо, недавно был выдан комуто для справок. Во всяком случае, так как Сборники Военно-Топографического Депо могут быть доступны только очень немногим лицам, нельзя не пожелать, чтобы упомянутые четыре были приобретены Публичною Библиотекою. К сожалению, эти чертежи прориси и пр. не сложены и занумерованы в таком виде, чтобы их возможно было описывать без помощи рукописных Майеровых описаний. Сколько ни старался привести это собрание в надлежащий порядок, я наконец должен был отказаться от этого намерения, убедясь в том, что составление этого труда с успехом удалось бы только тому, кто имеет перед собою на одном и томже столе фолианты Топографического Депо и Сумки (с фолиантами), которые находятся в Публичной Библиотеке … Должно сказать, что во всяком случае оне послужат для будущих историков столицы весьма полезным пособием при обработке и оценке всей огромной Майеровой коллекции. Приступая к такому труду эти историки должны непременно руководствоваться 7 планами, начертанными и изданными Майером в 1843 году. О способе составления этих планов покойный Майер сам сообщил некоторые сведения и между прочим указал, что местоположение, изображенного на отысканных им действительных чертежах прошедшего столетия весьма ошибочно и потому он при издании Атласа должен был привести это ложное местоположение в согласие с пунктами тригонометрической съемки 1828 года. Какие приемы он употреблял при этом, обнаружится из представленных первоначальных работ и чертежей, собрание которых, конечно, весьма желательно. Почетный Член Императорской Публичной Библиотеки А. Куник»
Говоря о том, что изданными в 1843 г. планами могут руководствоваться будущие историки, А. А. Куник явно заблуждался — анализ документов находится в противоречии с утверждением, что результатом огромного труда, проделанного сотрудниками Военно-топографического депо, явились названные карты. Полиграфическое качество, крайняя обобщенность и несовершенство этого издания само за себя говорит — в сравнении с объёмом и доскональностью собранного материала. Можно предположить, что причиной несостоявшегося издания атласов и публикации несоответствующих им карт явилось то же, что помешало А. А. Кунику довести начатую им работу до логического её завершения. Не следует забывать, что почти все топографические документы расценивались как военная тайна.
Вот как в действительности обстоят дела: "Предполагалось полное издание всех семи атласов, но в 1843 году была издана только часть генеральных планов города под заглавием «Исторические планы столичного города Санкт-Петербурга с 1714 по 1739 год», куда вошло только семь планов. Одновременно было издано «Изъяснение к историческим планам столичного города С.-Петербурга с 1714 по 1839 год. С.-Петербург 1843». Эти же планы были переизданы в 1853 году в виде приложения к изданию Н. Цылова «Планы Санкт-Петербурга в 1700, 1705, 1725, 1738, 1756, 1777, 1799, 1840 и 1849 годах с приложением планов 13 частей столицы». Следует добавить, что Н. Цылов по какой-то причине не нашёл нужным даже упомянуть А. Л. Майера. Возможно, это и явилось одной из причин того, что имя учёного, а заодно и имена тех, кто работал с ним прочно забыты.
Очевидно, что при использовании огромного количества разнородных документов необходимо было для ясности изложения и согласованности создаваемых сводов разработать некую стройную главенствующую парадигму, руководствуясь которой можно было бы придать этому труду единообразный характер, который позволил бы избегнуть затруднений при ознакомлении с атласами. В структуре атласов и пытался разобраться А. А. Куник, и, как видно из приведенной выше цитаты, это ему не вполне удалось.
Язык атласов также представляет немалый интерес, поскольку они включают документы из самых разнородных источников, изрядного периода. Многие из них, находясь в закрытых департаментах, были недоступны исследователям как до А.
Л. Майера, так и после него. Поэтому, как топонимика, так и сама по себе словесность атласов требует изучения.
Есть ещё один аспект рассматриваемой темы — это деятельность и биографии тех лиц, которые участвовали в создании уникального свода. На титульных листах атласов, с несущественными изменениями состава и функций сотрудников (курсив), значится:
«В составлении планов принадлежащих к сему Атласу, по распоряжению Инженерного Начальства участвовали трудами: 

По Общему начертанию местоположения и примечания к оному проектов: Инженер Прапорщик Годовиков 2-й, Фирсов; 

По сравнительному изчислению пространства Инженер поручик: Поспелов; 

По черчению брульонов и чистых планов: Инженер Кондукторы 1-го Класса Басов, Соколов 1-й, Соколовский 1-й, 2-го класса Горлявиль, Инженер Кондуктор 2-го Класса Кулатов, 

По дополнению планов сведениями', каллиграфической части и поверке изчислений Служащий по архиву Инженерного Департамента Шульц 2-й ; Действительный Статский (позже — Тайный) Советник Майер»
Разумеется, предварить публикацию должна основательная работа: создание справочного аппарата, объёмных примечаний, и, что, конечно, самое главное, разысканию, если не всех, то хотя бы большинства планов, относящихся к атласам. Ещё в начале XX века П. Н. Столпянский выразил опасения, что большинство из них безвозвратно утрачено… Уникальная коллекция, собранная работавшими над атласами, легла в основу Отдела картографии Российской Национальной Библиотеки.